# Am Schnorrenberg
Koordinaten: 50° 48′ 30″ N, 6° 52′ 34″ O

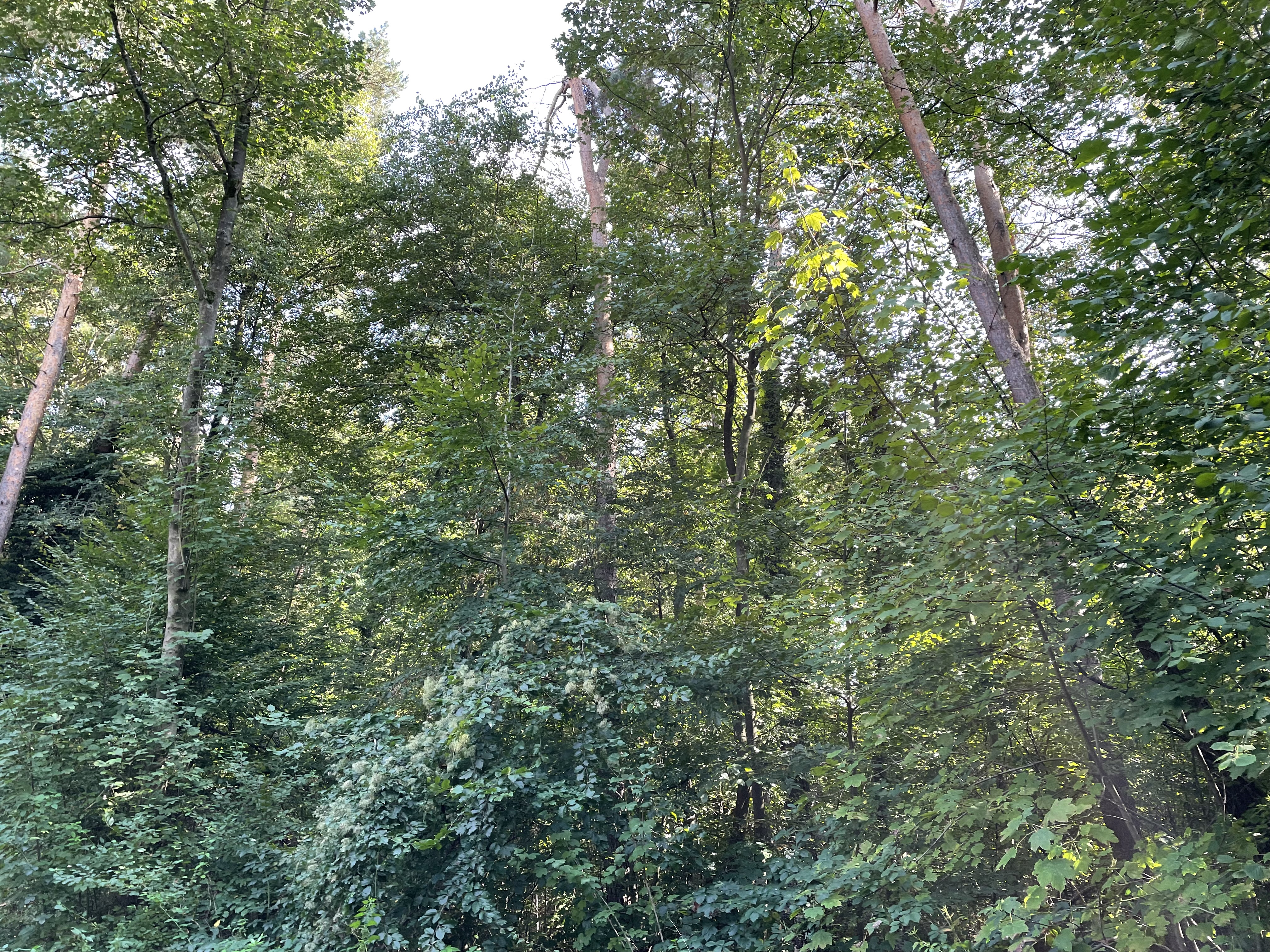
NSG Am Schnorrenberg

Das Naturschutzgebiet Am Schnorrenberg liegt auf dem Gebiet der Stadt Brühl im Rhein-Erft-Kreis in Nordrhein-Westfalen.

## Lage
Das Naturschutzgebiet liegt südwestlich der Kernstadt im Ortsteil Badorf und dort westlich der Euskirchener Straße, die in diesem Bereich von Südwesten kommend in nordöstlicher Richtung in das Stadtzentrum führt. In diesem Seitental der Ville entspringt der Pingsdorfer Bach.

## Bedeutung
Das etwa 6,5 ha große Gebiet wurde im Jahr 1998 unter der Schlüsselnummer BM-018 unter Naturschutz gestellt. Schutzziele ist sein Wert für den Naturhaushalt und insbesondere zur Erhaltung der artenreichen Vegetation. Darunter fallen zahlreiche Buchen und Eichen-Eschen, die in dem stark bewegten Relief auf den oft feuchten, aber basenreichen Böden gedeihen. Grund hierfür sind zahlreiche stark schüttende Quellen, die den Pingsdorfer Bach speisen. Sein Oberlauf außerhalb der Wohnbebauung wird als naturnah beschrieben; an den Uferbereiche gedeihen der Riesen-Schachtelhalm und die Sumpf-Segge. Am westlichen Ende des Schutzgebietes besteht eine Altholzzelle mit vier Buchen und drei Eichen, die einen Stammdurchmesser zwischen einem und 1,3 Metern aufweisen.

## Fauna und Flora
Im Gebiet leben der Buntspecht, der Große Schillerfalter, der Kaisermantel, der Kleiber sowie der Mittelspecht. Letzterer gilt als planungsrelevante Art, d. h. Arten, die bei einer Artenschutzprüfung einzeln zu bearbeiten sind. Außerdem wurden rund 60 Pflanzenarten nachgewiesen, von der Asch-Weide über Eschen, Hainbuchen bis zur Winter-Linde.

## Zustand und Entwicklung
Die Naturschutzbehörde bemängelte zum Zeitpunkt einer Begehung eine „extrem unsensible Forstwirtschaft“, die durch eine starke Holzentnahme durch große Harvester stattfand. Hierdurch entstanden „unsystematisch breite Schneisen“ im Wald. Weitere Gefahren wurden unter anderem durch Freizeitaktivitäten, einen Gewässerausbau und illegalen Ablagerung von Gartenabfällen gesehen. Empfohlen wurde, zu einer naturschutzkonformen Bewirtschaftung zurückzukehren, die eine sensible Schonung der Feuchtböden beinhaltet, aber auch die Förderung von Alt- und Totholz begünstigen sollte. Außerdem sollte auf einen Gewässerausbau sowie weitere wegebauliche Maßnahmen verzichtet werden.